# 王剑锋 (1970年)
王剑锋（1970年4月—），男，汉族，山东龙口人，中华人民共和国官员。原青海省海西州委书记、柴达木循环经济试验区党工委书记。

## 生平
王剑锋曾历任青海省西宁市城北区委书记、西宁市副市长，海西州格尔木市委书记等职务，2021年4月9日，王剑锋任青海省海西州委书记兼柴达木循环经济试验区党工委书记，但任职4个月后既被免职。2021年9月10日，王剑锋涉嫌严重违纪违法，接受青海省纪委监委调查。2021年12月21日，被开除党籍和公职处分并移送检察机关依法审查起诉。据媒体报道王剑锋涉及木里矿区非法采煤问题。